# Deustesalvet
Deustesalvet   (Pisa, segle XII - segle XII) fou un arquitecte anònim conegut per haver construït la part inferior del Baptisteri de Pisa a la Piazza dei Miracoli, com testifica una inscripció als pilars interns de l'edifici, que té data de 1153:
El baptisteri, el continuà més d'un segle després Nicola Pisano i fou conclòs al s. XIV pel seu fill Giovanni Pisano.
Alguns historiadors concorden que en època de Deustesalvet el baptisteri tenia la coberta i que les intervencions de Nicola i Giovanni se'n feren a la superfície externa, amb el coronament semiesfèric més aviat tardà. La característica cúpula de con a l'inrevés, visible des de dins, devia ser una peculiaritat de l'edifici fins al s. XII, ja que cita la rotonda de l'Anàstasi de la basílica del Sant Sepulcre de Jerusalem, segons la reconstrucció de l'any 1148. Pisa llavors mantenia intercanvis amb Terra Santa, i era un punt d'embarcament per a pelegrins. Sembla, però, que el projecte originari de Deustesalvet s'assemblaria molt més al seu treball precedent, l'església del Sant Sepulcre, però després, quan Nicola i Giovanni en continuaren el baptisteri, hi afegiren la cúpula, els arcs i pinacles d'estil gòtic.
Un altre treball d'atribució certa n'és l'església del Sant Sepulcre, també de Pisa, on signa fabricator, és a dir, constructor. També aquesta arquitectura tenia una forta relació amb Terra Santa, pel nom i l'estructura circular, almenys de la planta interna, i en la coberta amb cúpula.
Entre les dues obres Deustesalvet passà de constructor a magister, per això se suposa que perfeccionaria la seua professió en una escola, versemblantment en la de la Seu de Pisa.
Deustesalvet és el tercer arquitecte de la Piazza dei Miracoli del qual es coneix el nom, després de Buschetto i Rainaldo, autors de la Seu, i l'anònim mestre que projectà la Torre inclinada. Alguns atribueixen la torre a Deustesalvet, a partir d'algunes analogies arquitectòniques o la presència d'una marca en una de les torres marines del Port de Pisa ben visible, que, realitzades després de 1150, podien ser una signatura eloqüent per als contemporanis: això pressuposariia que Deustesalvet fos l'arquitecte de les torres.
També se li atribueix:
- La capella de Santa Àgata, 1132
- Algunes parts de les muralles de Pisa (des de 1154-55)
- El campanar de l'església de Sant Nicolau, 1170